# Eucamptodon perichaetialis
Eucamptodon perichaetialis là một loài rêu trong họ Dicnemonaceae. Loài này được Mont. Mont. mô tả khoa học đầu tiên năm 1845.